# Трг слободе (Нови Сад)
Трг слободе је главни градски трг у Новом Саду. Почео је да се оснива у 18. веку када је сам град почео да добија своје данас познате обрисе.
Настао је настанком самог града, а кроз историју је мењао називе.
За време Аустроугарске звао се Трг Фрање Јосифа, после Првог светског рата Трг ослобођења, а после Другог светског рата добија данашње име.
На тргу је једно време била пијаца, која је затим измештена да би била основана централна градска шетачка зона у којој се данас налазе значајни објекти у Новом Саду: црква Имена Маријиног (популарна „катедрала"), Градска кућа, хотел „Војводина“, седиште „Војвођанске банке“ (бивши „Гранд хотел"), итд.
Трг је део пешачке зоне, а наставља се Змај Јовином улицом.
Тргом доминира монументални споменик Светозару Милетићу. Споменик је дело познатог вајара Ивана Мештровића из 1939. године, када је први пут и постављен на данашњем месту. Убрзо након тога, споменик је склоњен и сакривен пред најездом нацистичких окупатора, да би крајем 1944. био поново враћен. Споменик је изливен у бронзи, а заједно са постаментом од мермера висок је 7 метара. Због монументалности и упадљивости овог споменика, међу Новосађанима се за Трг слободе често каже "Милетићев трг", или "Трг код Милетића".

## Галерија
- Трг Слободе (тада Трг Фрање Јосифа) почетком 20. века
- Трг Слободе са Градском кућом у позадини
- Споменик Светозара Милетића на Тргу Слободе
- Танурџићева палата (изграђена 1933) на Тргу Слободе
- Трг Слободе